# George Harris
George William Harris (ur. 20 października 1949 w Grenadzie) – brytyjski aktor filmowy, telewizyjny, teatralny i radiowy. Najbardziej znany jest z ról Kingsleya Shacklebolta w serii filmów Harry Potter, kapitana Katangi w filmie Poszukiwacze Zaginionej Arki, Clive’a Kinga i Neville’a Newtona w serialu Na sygnale i Osmana Ali Atto w filmie Helikopter w ogniu.